# Sándwich de cazador
El sándwich de cazador (en inglés: shooter's sandwich) es un sándwich de filete que consiste en filete cocido y champiñones salteados colocados dentro de una hogaza de pan ahuecada y luego colocada bajo un peso. Este popular sándwich inglés se asemeja al solomillo Wellington, pero con pan en lugar de masa.

## Descripción
El sándwich de cazador se prepara rellenando una hogaza de pan larga y ahuecada con filet mignon cocinado, champiñones salteados, sal y pimienta. Luego se colocan pesas encima del sándwich para comprimirlo. Por lo general, el sándwich se deja reposar durante la noche, lo que hace que el pan absorba los jugos de la carne.
También se utilizan otros cortes de carne de res, como el filete de lomo, el chuletón y el solomillo. A veces se utilizan cebollas o chalotes cocidos, al igual que duxelles, una preparación salteada de champiñones, cebollas o chalotes y hierbas, reducida a una pasta. La mostaza de Dijon y el rábano picante se utilizan a veces como condimentos de acompañamiento.

## Historia
El sándwich de cazador se originó en Inglaterra durante la era eduardiana. Fue creado como una forma para que los cazadores pudieran llevarse un almuerzo abundante. Actualmente se disfruta tanto en comidas caseras como como alimento portátil cuando se viaja.
El sándwich se convirtió en un meme de Internet después de que un artículo del 7 de abril de 2010 escrito por Tim Hayward y publicado por The Guardian declaró que el sándwich de cazador era el mejor sándwich del mundo. El artículo también describió el sándwich como un "triunfo de la cocina eduardiana".